# Tholera carboniosa
Tholera carboniosa är en fjärilsart som beskrevs av Turati 1921. Tholera carboniosa ingår i släktet Tholera och familjen nattflyn. Inga underarter finns listade i Catalogue of Life.